# Тарасово (Атяшевський район)
Тара́сово (рос. Тарасово, ерз. Таразбие) — село у складі Атяшевського району Мордовії, Росія. Входить до складу Сабанчеєвського сільського поселення.

## Населення
Населення — 543 особи (2010; 631 у 2002).
Національний склад (станом на 2002 рік):
- ерзяни — 96 %